# Carnot
För andra betydelser, se Carnot (olika betydelser).
Carnot är en fransk släkt med flera framstående medlemmar inom politik och vetenskap under 1800-talet.

## Medlemmar i urval
- Lazare Nicolas Marguerite Carnot (1753–1823), militär, politiker och matematiker.[1]
- Nicolas Léonard Sadi Carnot (1796–1832), fysiker, föregångare inom termodynamiken, son till Lazare.[1]
- Hippolyte Carnot (1801–1888), statsman, son till Lazare.[1]
- Marie François Sadi Carnot (1837–1894), politiker, Frankrikes president 1887–1894, son till Hippolyte.[1]
- Adolphe Carnot (1839–1920), bergsingenjör och kemist, son till Hippolyte.[1]